# 希爾斯波羅縣 (佛羅里達州)
希爾斯波羅縣（英語：Hillsborough County）是美国佛罗里达州的一個縣，位於佛罗里达半岛西岸中部，臨墨西哥湾，面積3,279平方公里。根據2020年美國人口普查，共有人口145萬9,762人。縣治坦帕。該縣成立於1834年1月25日，縣名紀念英国首任殖民地事務大臣、第一代唐郡伯爵威爾斯·希爾（Earl of Hillsborough）。